# 柏木恋
柏木 恋（かしわぎ れん、1983年2月5日 - ）は、日本のモデル、女優である。東京都出身。もとベリーベリープロダクション所属、のちフリーで活動。フリー転身後はパチンコ、スロットイベントを中心にイベントMC等をおこなう。身長162cm、B -81、W -57、H -86。
チアリーディングでは高校生で全国大会優勝、フロリダで開催された全米大会にも出場し、大学ではオールスター選抜にも選ばれた。

## 出演

### 映画
- 風（主演）園子温　監督作品
- アキハバラ@DEEP

### テレビドラマ
- 天国への応援歌 チアーズ〜チアリーディングにかけた青春〜」（日本テレビ系）

### バラエティ番組
- ぐるぐるナインティナイン　ゴチ7　アシスタント（日本テレビ系）
- こちらDERUとこ編集部（BS-i）
- すっぴん

### CM
- イオングループ
- カネボウ　テスティモ　web CM

### 雑誌
- 月刊でるネット
- 月刊ウィンドウズスタート
- お嬢様はお好き